# Julio César Morales
Julio César Morales (Montevideo, 16 februari 1945 – 14 februari 2022) was een voetballer uit Uruguay. Als aanvaller speelde hij clubvoetbal in Uruguay en Oostenrijk. Morales beëindigde zijn actieve carrière in 1982 bij Club Nacional. Met die club won hij zes keer de Uruguayaanse landstitel en tweemaal de Copa Libertadores.

## Interlandcarrière
Morales speelde in totaal 24 officiële interlands (elf doelpunten) voor zijn vaderland Uruguay. Hij maakte zijn debuut voor de nationale ploeg op 18 mei 1966 in de vriendschappelijke thuiswedstrijd tegen Paraguay (3-1). Hij nam met zijn vaderland deel aan de WK-eindronde in 1970, toen Uruguay beslag legde op de vierde plaats.

## Erelijst
Club Nacional
- Uruguayaans landskampioen

1966, 1969, 1970, 1971, 1972, 1980
- Copa Libertadores

1971, 1980
- Copa Intercontinental

1971, 1980
- Copa Interamericana

1971
 Austria Wien
- Oostenrijks landskampioen

1975-76, 1977-78
- ÖFB Pokal

1973-74, 1976-77